# Stade Abe-Lenstra
Le stade Abe-Lenstra est un stade de football situé à Heerenveen aux Pays-Bas. Érigé pour le club local du SC Heerenveen, il est inauguré le 20 août 1994.
L’enceinte peut accueillir 26 800 spectateurs mais pour la candidature conjointe de la Belgique et des Pays-Bas pour l'organisation de la coupe du monde 2018, la capacité doit être portée à 44 000 personnes. À la suite de l'annonce par la FIFA que cette coupe du monde aura lieu en Russie, le club déclare que l'extension est reportée. Le stade porte le nom d'Abe Lenstra, le plus grand joueur de l'histoire du SC Heerenveen.

## Événements
- Championnat d'Europe de football espoirs 2007
- Phase finale de la Ligue des nations féminine de l'UEFA 2023-2024 (Match pour la 3ème place)

## Galerie

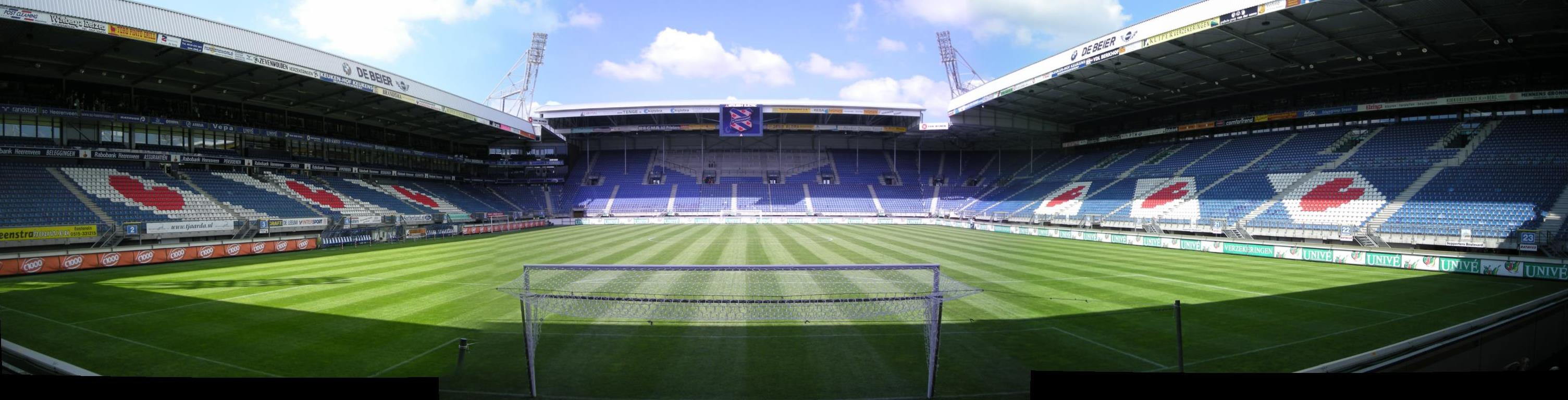
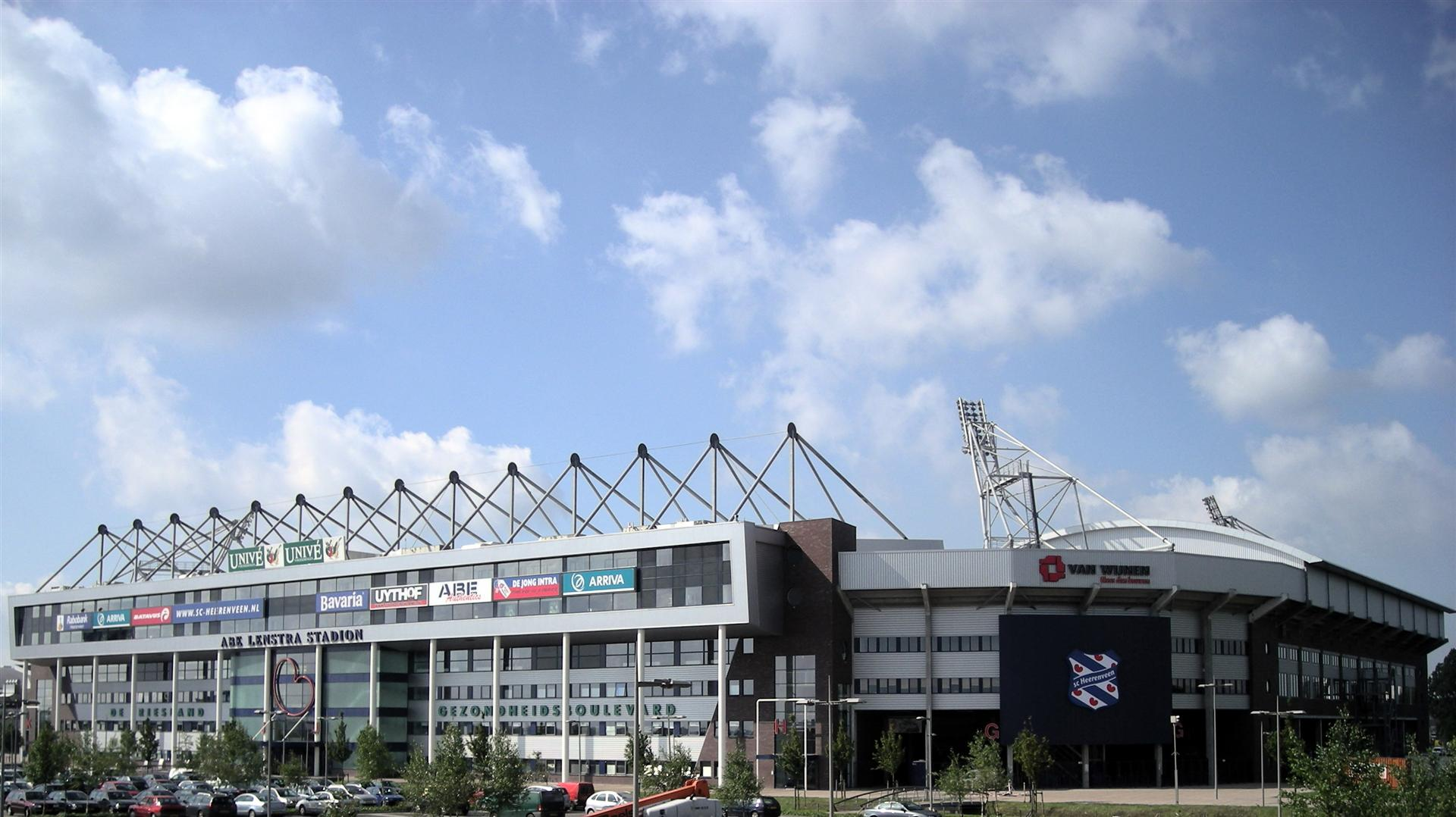